# Оксо (кратер)
Оксо — невеликий ударний кратер на карликовій планеті Церера, розташованій у північній півкулі Церери. Це друга за яскравістю особливість на Церері. Кратер був названий на честь бога землеробства кандомбле (і йоруба).

## Формування
Оксо — дуже молодий кратер, який утворився лише 190+100
−70 тисяч років тому, і він повністю розташований у старішому, сильно деградованому кратері Дугінаві. Незважаючи на відносно невеликий розмір Оксо, глибина кратера становить 4802 метри — більше, ніж у багатьох інших великих кратерів. Удар, який утворив кратер, викинув значну кількість яскравого матеріалу, який був розподілений нерівномірно навколо кратера.

## Фізичні особливості
Оскільки Оксо молодий, він має дуже чіткий край і добре помітний викид. У кратері багато великих валунів, тоді як у старих кратерах валуни були здебільшого зруйновані ударами мікрометеороїдів.
Оксо активно сублімує водяний лід, що пояснюється його молодим віком. Цей лід розташований уздовж південної стінки кратера.